# Liste der afghanischen Botschafter in Russland

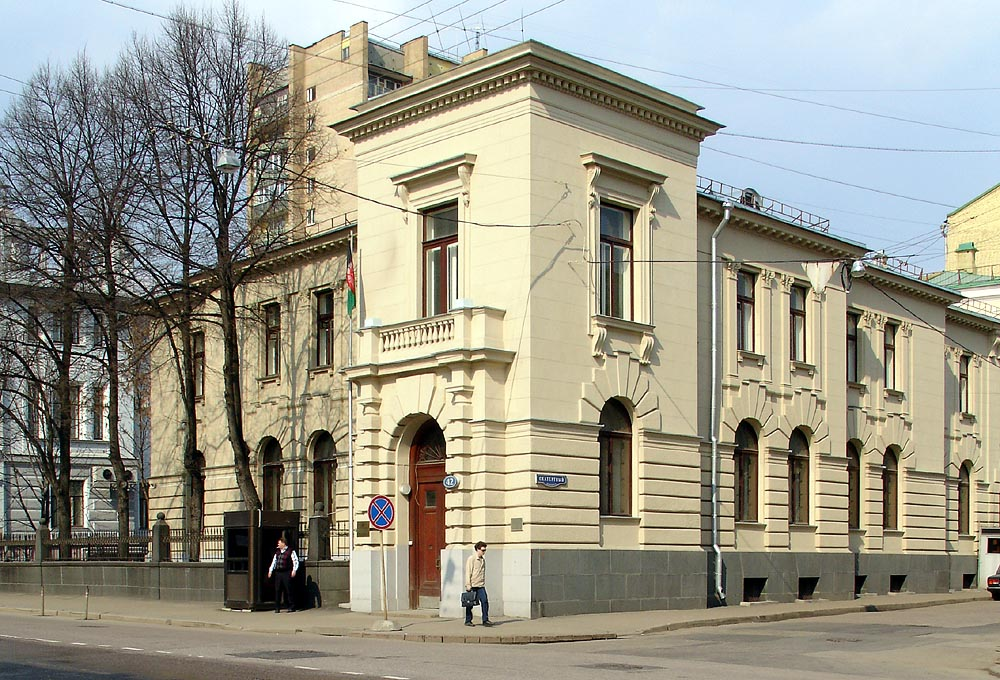
Afghanische Botschaft in Moskau; Architekt: Lev Kekushev

| Ernannt / Akkreditiert | Name                      | Bemerkungen | ernannt während der Regierung von | akkreditiert während der Regierung  | Posten verlassen |
| ---------------------- | ------------------------- | ----------- | --------------------------------- | ----------------------------------- | ---------------- |
| 1920                   | Mirza Muhammad Yaftali    |             | Amanullah Khan                    | Alexei Iwanowitsch Rykow            |                  |
| 1922                   | Ghulam Nabi Charkhi       |             | Amanullah Khan                    | Alexei Iwanowitsch Rykow            |                  |
| 1924                   | Muhammad Hashim Khan      |             | Amanullah Khan                    | Alexei Iwanowitsch Rykow            |                  |
| 1926                   | Mirza Muhammad Yaftali    |             | Amanullah Khan                    | Alexei Iwanowitsch Rykow            |                  |
| 1928                   | Ghulam Nabi Charkhi       |             | Amanullah Khan                    | Alexei Iwanowitsch Rykow            |                  |
| 1929                   | Sardar Mohammed Aziz Khan |             | Inayatullah Khan                  | Alexei Iwanowitsch Rykow            |                  |
| 1933                   | Abdul Hausain Aziz        |             | Mohammed Sahir Schah              | Wjatscheslaw Michailowitsch Molotow |                  |
| 1938                   | Sultan Ahmad Sherzoy      |             | Mohammed Sahir Schah              | Wjatscheslaw Michailowitsch Molotow |                  |
| 1946                   | Muhammad Nauruz           |             | Mohammed Sahir Schah              | Josef Stalin                        |                  |
| 1952                   | Ghulam Yahya Khan Tarzi   |             | Mohammed Sahir Schah              | Josef Stalin                        |                  |
| 1957                   | Abdul Hakim               |             | Mohammed Sahir Schah              | Nikolai Alexandrowitsch Bulganin    |                  |
| 1960                   | Shah Alami                |             | Mohammed Sahir Schah              | Nikita Sergejewitsch Chruschtschow  |                  |
| 1961                   | Muhammad Aref             |             | Mohammed Sahir Schah              | Nikita Sergejewitsch Chruschtschow  |                  |
| 1973                   | Mohammad Yusuf            |             | Mohammed Sahir Schah              | Leonid Iljitsch Breschnew           |                  |
| 1973                   | Nur Ahmad Etemadi         |             | Mohammed Sahir Schah              | Leonid Iljitsch Breschnew           |                  |
| 1978                   | Raz Muhammad Paktin       |             | Nur Muhammad Taraki               | Leonid Iljitsch Breschnew           |                  |
| 24. Dez. 1980          | Habib Mangal              | [ 1 ]       | Babrak Karmal                     | Leonid Iljitsch Breschnew           | 1984             |
| 25. Nov. 1988          | Sayed Mohammad Gulabzoy   |             | Mohammed Nadschibullāh            | Michail Sergejewitsch Gorbatschow   | Apr. 1990        |
| 2010                   | Azizullah Karzai          |             | Hamid Karzai                      | Dmitri Anatoljewitsch Medwedew      |                  |